# Михаил Георгиев (строител)
 Тази статия е за строителя.  За офицера вижте Михаил Георгиев.  
Михаил Георгиев Вучков Юруков (на сръбски: Михаило Ђорђевић или Михајло Ђорђевић) е строител от края на XIX и началото на XX век.

## Биография
Михаил Георгиев е роден в 1856 година в село Тресънче, Дебърско, тогава в Османската империя. Принадлежи към големия род Юруковци. Баща му Георги Вучков (1831 - ?) също е майстор строител.
Става майстор строител и работи при обновата на манастири в Македония и Сърбия. Активен е в Ниш, Гниляне, Нови Пазар, Сеница. Работи върху църквите и конаците на манастирите в  Скопска Църна гора. В Скопие е автор на гимназията. Къщата му, която изгражда сам, на улица „Станое Главаш“ („Мирче Ацев“), № 41 е бутната при пробиването на булевард „Кочо Рацин“.
От 1896 година Георгиев ръководи изливането на основите и изграждането на зоната на цокъла на църквата „Свети Сава“ в Митровица, след което се заема с обновата на манастира Грачаница. В 1909 година се връща в Митровица и под надзора на архитект Глигорие Томич (1886–1971) довършва църквата „Свети Сава“ до 1913 година.
Михаил Георгиев е женен за Христина, внучка на Гюрчин Кокале от Лазарополе. Имат пет деца, от които предпоследното е Йосиф Михайлович (1887-1941), също архитект и градоначалник на Скопие.
Михаил Георгиев умира в Скопие в 1917 година.